# Hyperstorm
Hyperstorm est un personnage de fiction évoluant dans l'univers Marvel de la société Marvel Comics. Créé par Tom DeFalco et Paul Ryan, le personnage apparaît pour la première fois dans les Quatre Fantastiques #406 en novembre 1995. 
Hyperstorm vit dans un univers parallèle à celui de référence dans les comics Marvel (la terre 616) et dans ce monde il est l'un des plus puissants personnages de l'univers. Il est le petit-fils, à la fois du leader des Quatre Fantastiques, Mr Fantastique, et du leader des X-Men, Cyclope.

## Biographie
Dans un futur alternatif, Hyperstorm est le fils de Franklin Richards et Rachel Summers et naît avec d'immenses pouvoirs. Il grandit en entendant parler des aventures de ses grands-parents, les Quatre Fantastiques. Devenu adulte, il utilise ses pouvoirs afin de conquérir les mondes issus de toutes les lignes temporelles. Il garde cependant un œil sur les activités des Quatre Fantastiques du présent.
Après un combat de Mr Fantastique et du Dr Fatalis contre Vorace, il les téléporte dans sa forteresse. Il expédie ensuite son grand-père dans un lointain passé et il torture Fatalis par simple cruauté.
Lorsque son arrière-grand-père Nathaniel Richards devient son ennemi, il envoie dans le présent un de ses alliés, Zarrko, pour qu'il espionne les Quatre Fantastiques. Ceux-ci le repèrent et le suivent dans le futur lorsqu'il se téléporte à son époque. Hyperstorm les envoie dans le passé où ils retrouvent Mr Fantastique.
Pour les occuper, il envoie les Destructoïdes aux Quatre Fantastiques puis il les attaque lui-même et les bat sans aucune difficulté. Fatalis essaie un moment de s'emparer de son pouvoir mais il reprend rapidement le contrôle. Pour montrer sa puissance, il téléporte tout le monde dans le présent. Il modifie ensuite la ligne temporelle afin de transformer à nouveau Psi-Lord en Franklin enfant.
Nathaniel Richards ayant révélé aux Quatre Fantastiques sa véritable identité, ils décident de faire appel à Galactus afin de mettre un terme à sa conquête des mondes. Au moment où ceux-ci vont parvenir à leur but, Hyperstorm apparaît et les affronte. Mr Fantastique parvient à faire intervenir Galactus qui commence à absorber les énergies qu'Hyperstorm fait venir de l'hyperespace. Ils restent bloqués dans un vide dimensionnel, semble-t-il à jamais. Toutefois, Galactus a depuis rejoint la dimension terrestre. Nul ne sait si Hyperstorm réapparaîtra.  